# Aedes meronephada
Aedes meronephada é um espécie de mosquito do Género Aedes, pertencente à família Culicidae.